# Міома матки
Міома матки (лейоміома, фіброміома[джерело?]) — доброякісне м'язове новоутворення в стінці матки (доброякісна пухлина, вузол).
Залежно від співвідношення м'язової та сполучної тканини вузли підрозділяють на міоми, фіброми та фіброміоми.[джерело?]
В залежності від локалізації та зростання вузлів виділяють субмукозні (підслизові), що ростуть в порожнину матки й деформують її, і субсерозні (підчеревні) вузли, що ростуть у бік черевної порожнини. Якщо в міру зростання вузол розшаровує листки широкої маткової зв'язки, його називають інтралігаментарним (міжзв'язочним) міоматозним вузлом, а вузли із середнього шару міометрія — міжм'язові. Останнім часом все частіше вузли характеризуються різним розташуванням і розміром.
Міома — захворювання, що найчастіше зустрічається у віці від 30 до 45 років, за різними джерелами від 30 % до 50 % і в останні роки частота виявлення міоми матки збільшується, проте навряд чи це пов'язано із зростанням захворюваності, швидше, це наслідок поліпшення діагностичної техніки і широкого розповсюдження таких методів, як УЗД, МРТ, КТ. Сучасні досягнення діагностичної техніки дозволяють виявляти вузли діаметром кілька міліметрів. Так само останнім часом це захворювання зустрічається і в молодому віці у жінок що не народжували.

## Симптоми
Клініка залежить від місця розташування, стадії розвитку даного захворювання, супутнього фону.
- Тривалі, сильні, болючі менструації
- Відчуття повноти та тиску внизу живота
- Болі в попереку
- Болі під час сексу
- Часті позиви до сечовипускання
- Зниження настрою і слабкість
- Анемія

## Діагностика
Діагноз міома матки ставиться після збору скарг, анамнезу, огляду і результатів обстеження. Більш точно визначити розміри, кількість і локалізацію вузлів дозволяє УЗД малого таза і перевага віддається вагінальному датчику. При виникненні труднощів в діагностиці та дифдіагностиці точно оцінити розмір і локалізацію будь-якого вузла дозволяють магніторезонансна та комп'ютерна томографії.

## Лікування
Нині в розвиненій державі діагноз міома матки не має на увазі обов'язкову операцію з втратою органу. Зараз органозбережне лікування міоми матки стає одним з пріоритетних напрямів. В цілому це цілком закономірний процес, зумовлений як розвитком сучасних лікувальних технологій, так і дедалі більшою потребою жінок у розв'язанні репродуктивних проблем. На сучасному етапі розвитку медицини в 95 % випадків міоми матки можна вилікувати без втрати органу. І якщо є хоч один шанс зберегти орган, треба його використовувати. Останнім часом змінюється портрет сучасної жінки, що планує завагітніти після 30 років і відповідно що намагаються зберегти свою репродуктивну функцію.

### Види лікування
- Медикаментозна терапія (гормональна терапія, система «Мірена»)
- Мініінвазивні методи (емболізація маткових артерій, лапароскопічна міомектомія)
- Хірургічні методи — видалення вузлів

## Емболізація маткових артерій (ЕМА)
Емболізація маткових артерій може виконуватися при будь-яких розмірах міоматозних вузлів. Виняток становлять міоми на ніжці й підозра на злоякісний процес в геніталіях. Це унікальна операція при своїй відносній простоті дозволяє повноцінно розв'язати питання міоми матки практично всіх видів і розмірів, через 2 міліметровий розріз.[джерело?]